# Darren Shan

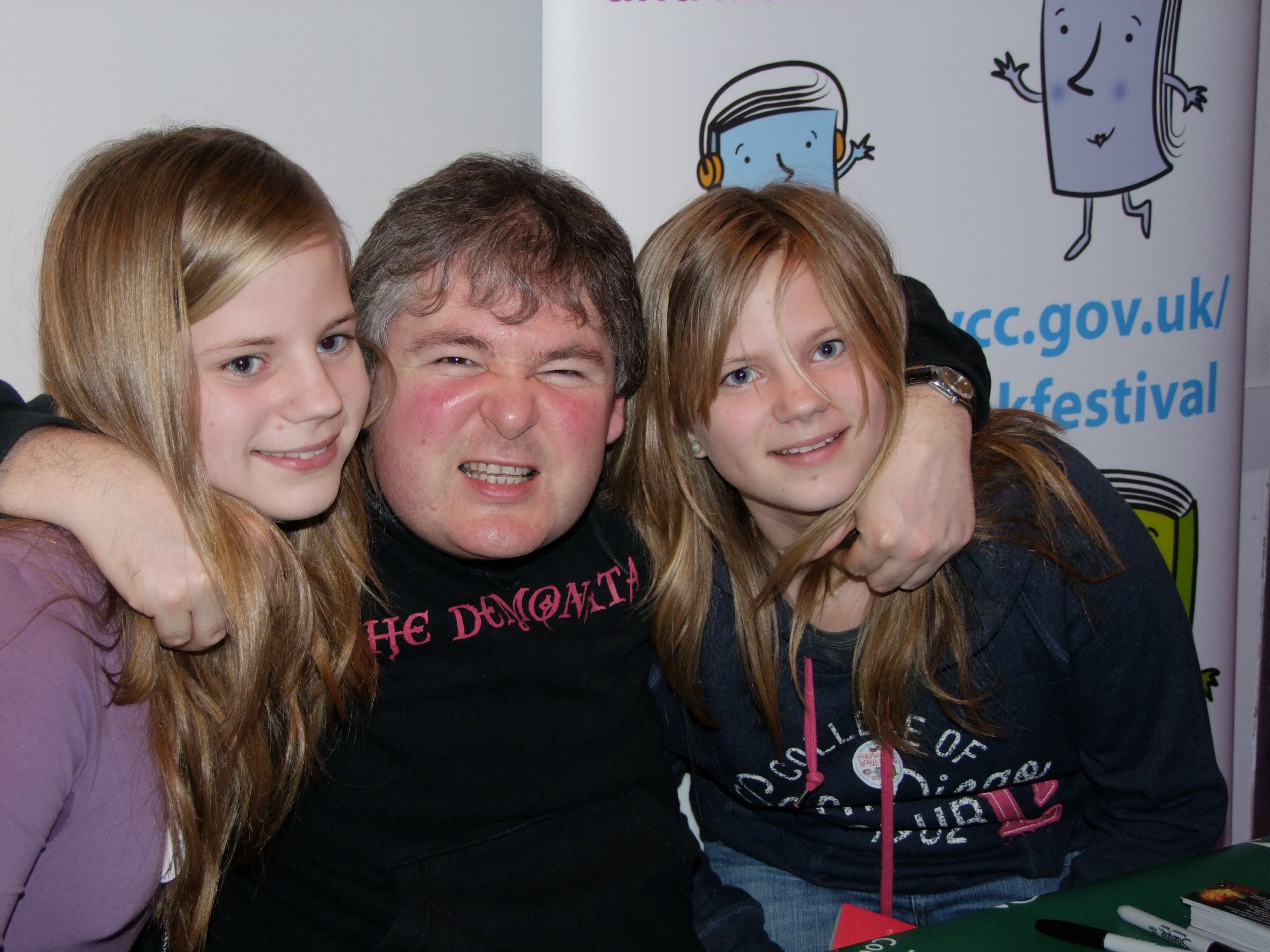
Darren Shan com fãs no Surrey Libraries' Children's Book Festival de 2011

Darren O'Shaughnessy (pronuncia [oʊˈʃɔːknəsi]); Londres, 2 de julho de 1972), que comumente escreve sobre o pseudônimo de Darren Shan, é um escritor irlandês e autor de A Saga de Darren Shan. 

## Obras[2]

### Zom-B
Série de livros sobre B Smith
- Zom-B
- Zom-B Underground
- Zom-B City
- Zom-B Angels
- Zom-B Baby
- Zom-B Gladiator

### The Saga of Larten Crepsley
Série de quatro livros sobre a vida do Sr. Crepsley antes dos acontecimentos de A Saga de Darren Shan.
- Birth of a Killer
- Ocean of Blood
- Palace of The Damned
- Brother of The Death

### The City Trilogy
Trilogia voltada para adultos sobre uma cidade perigosa.
- Procession of The Death
- Hell's Horizon
- City of The Snakes

### The Demonata
Série de dez livros sobre demônios.
- Lord Loss
- Demon Thief
- Slawter
- Bec
- Blood Beast
- Demon Apocalypse
- Death's Shadow
- Wolf Island
- Dark Calling
- Hell's Heroes

### A Saga de Darren Shan(The Saga of Darren Shan)
Série de doze livros em quatro trilogias em que o próprio Darren é o protagonista.

#### Sangue Vampírico
- Circo dos Horrores (Cirque du Freak)
- O Assistente de Vampiro (The Vampire's Assistant)
- Túneis de Sangue (Tunnels of Blood)

#### Ritos Vampíricos
- A Montanha do Vampiro (Vampire Mountain)
- Provas Mortais (Trials of Death)
- O Príncipe Vampiro (The Vampire Prince)

#### Guerra Vampírica
- Caçadores do Crepúsculo (Hunters of The Dusk)
- Aliados da Noite (Allies of The Night)
- Assassinos da Alvorada (Killer of The Dawn)

#### Destino Vampírico
- O Lago das Almas (The Lake of Souls)
- Senhor das Sombras (Lord of The Shadows)
- Filhos do Destino (Sons of Destiny)